# پنه‌لوپه آلن
پنه‌لوپه آلن (انگلیسی: Penelope Allen؛ زادهٔ) هنرپیشه اهل ایالات متحده آمریکا است.
از فیلم‌ها یا برنامه‌های تلویزیونی که وی در آن نقش داشته‌است می‌توان به خط باریک سرخ، بعدازظهر سگی، پنجره اتاق خواب، مترسک، در جستجوی ریچارد، جنگ در خانه، داک، سمت مسافر و اوه! چه جنگ دوستداشتنی اشاره کرد.